# كنائس مار إلياس
كنائس مار الياس وهي آثار لكنائس اكتشفت على موقع تل يسمى تل مار إلياس في الأردن. يقع خارج حدود المدينة قليلاً وإلى الشمال الغربي من مدينة عجلون في محافظة عجلون، شمال الأردن، في منطقة جلعاد التاريخية. إلياس هو الصيغة اللاتينية والعربية لإيليا، النبي الذي يدعوه الملوك الأول في الكتاب العبري التشبي، والذي يمكن تفسيره على أنه عاش، أو حتى ولد، في بلدة اسمها تيشبي. حُددت أنقاض مدينة ليستيب التاريخية (الإشتيب أو الإستيب بالعربية ) تقليديًا مع تشبي، وتقع على الجانب الآخر من الوادي مباشرةً من التل. ويمكن رؤية آثار دير بيزنطي مخصص للنبي إيليا ويضم كنيستين على التل.

## الموقع الجغرافي
يقع الموقع في الأردن على بعد 12كم شمال غرب مدينة عجلون، و يبلغ ارتفاع التل الأثري عن مستوى سطح البحر حوالي 900م.

## الآثار في الموقع
أخذ الموقع أهمية خاصة له وذلك لأنه اعتبر من مواقع الحج المسيحي في الأردن، و الذي أقره الفاتيكان كموقع المغطس الذي يبعد عن البحر الميت حوالي 11كم إلى شمال، وغيرها من مواقع الحج المسيحي في الأردن. و قد كشفت التنقيبات الأثرية في الأعوام 1999م و 2001م عن أهم أثار الموقع وهي:
- دير مار إلياس وهو المكان الذي صعد منه النبي إيليا إلى السماء، وكرس الدير للرهبان.
- والكنائس التي تم العثور عليها في الموقع، وسنأتي على ذكرها بالتفصيل.

## الكنائس في مار إلياس

مخطط كنيسة مار إلياس العليا

### الكنيسة العليا
كشف عن هذه الكنيسة في عام 1999م، ويقع على قمة تل مارإلياس، وتبلغ مساحتها 1430م2، وتتبع نظام التخطيط البازيليكي، فكانت مخطط الكنيسة يبدأ بالحنية (جزء ناتئ مزخرف) التي تأخذ الشكل نصف دائري وتتجه إلى الشرق، وهي عبارة عن خشبة متنقلة، وتشكل مع الحنيات الأخرى الموجود في الجدار الشمالي والجنوبي شكل الصليب وقد تم بناء الحنيات الثالثة باستخدام الحجارة المشذبة، وهيكل (جوقة) الكنيسة يتخذ شكل المستطيل والذي تبلغ أبعاده (9م*3.60م)، و أما الحاجز الهيكل مبني من الرخام الأبيض.
و يقع على جانبي الحنية غرفة شمالية مستطيلة الشكل أبعادها (5.60*4م) و يتم الدخول إليها عبر مدخل صغير، واحتوت الغرفة على قاعدتين لنظام التسقيف ذي العقود، وغطت فواصل المداميك الحجرية لهذه الغرفة بطبقة من القصارة (البلاستر)، و أما الغرفة الأخرى فتقع إلى الجنوب الحنية وهي مستطيلة الشكل وتبلغ أبعادها (5.70*3.90م)، و تم أيضا الدخول إليها عبر مدخل صغير يليه ثلاث درجات. و للكنيسة رواق من قسمين خارجي جنوبي (الممر الجنوبي) و يتكون الرواق من قسمين خارجي وداخلي و يظهر ذلك قواعد الأعمدة وعددها خمس قواعد وتستخدم الأعمدة لتوزيع ثقل السقف الكنيسة الضخم والجملوني الشكل، وللكنيسة رواق شمالي (الممر الشمالي) و قد اعتمد في بنائه مبدأ التناظر، وقد احتوى على ست قواعد للأعمدة، وينتهي الرواق بمدخل يفضي إلى مجاز خارجي وهو مشابه للرواق الجنوبي، والمجاز الخارجي (نارتيكس) هو عبارة عن مدخل يتخذ شكل رواق مستعرض يمتد أمام الواجهة الغربية للكنيسة. و المجاز مستطيل الشكل، وقد احتوت أرضية المجاز على نظام مائي يتكون من ثلاثة أجزاء وكان يغذي بئر يقع في وسط ساحة الكنيسة.و تكون النظام المائي في الكنيسة من قناة مائية تنطلق من أمام المدخل الذي يفضي إلى الرواق الجنوبي، والرواق الأوسط (صحن الكنيسة) في الكنيسة يشرف على منطقة الهيكل (26*6م)، و هو أكبر أجزاء الكنيسة ويستخدم كمنطقة مخصصة للمصلين. و للكنيسة ساحة مكشوفة (ردهة) في الجهة الغربية وتخذ الشكل النصف دائري ويتوسطها بئر مرتبط بقنوات مائية تغذيه من مياه الأمطار.
و غرفة التعميد (المعمودية) فتقع هذه الغرفة في الجانب الشمالي الغربي للكنيسة وتنخفض عن مستوى الكنيسة بحوالي 1م و أبعادها (7.60*8.80م)، و تتكون الغرفة من جرن مستطيل الشكل وله فتحه سداسية الشكل، تفضي إلى جرن أصغر للتعميد ويرتبط بقناة لتفريغ مياه التعميد إلى خارج الكنيسة. و لها أيضا ثلاثة مداخل يتوسطها المدخل الأكبر الذي يفضي إلى الرواق المصلين الأوسط (القضاة 2005: 37- 53).
و عثر على ألواح رخامية عليها كتابات يونانية تخص حاجز الهيكل، كما عثر على أرضيات فسيفسائية، تضم خليطا من الأشكال النباتية من تفريعات الكرمة وزهرة التوليب والأشكال الهندسية، ووجدت كتابة باليونانية في جناح الجنوبي، واستخدمت الفسيفساء البيضاء على خلفية حمراء جاء فيها «تقدمة الكاهن سابا عن نفسه وزوجته لكنيسة النبي إيليا المقدمة سنة 622م» (قاقيش 2007: 368).

مخطط كنيسة مار إلياس السفلى

### الكنيسة السفلى
كُشف عنها في عام 2001م، تميزت الكنيسة بالمخطط ذي ثلاث حنايات، فالكنيسة حنية رئيسية تقع في الجهة شرقية شكلها نصف دائري ويبلغ قطرها (3.47م) و هي مبنية من الحجارة المشذبة، أما هيكل الكنيسة مستطيل الشكل يتقدم الحنية الرئيسية، وتم بناء حنيات متناظرة على الطرفين الشمالي والجنوبي و يشكلان مع الحنية الرئيسية شكل الزهرة، والحنيات كلها تتخذ الشكل النصف الدائري.
و يتوسط الكنيسة الرواق الأوسط (صحن الكنيسة) و الذي يتجه شرق- غرب وله شكل المستطيل، وليس له أروقه جانبية، كما ويتصل بالكنيسة غرف جانبية شمالية وجنوبية، فالغرفة الشمالية تقع بمحاذاة الدرج الرئيسي للكنيسة العليا، ويتم الدخول إليها عبر مدخل وتنتهي بثلاث درجات تربط ما بين الغرفة والساحة المكشوفة للكنيسة، والغرفة الجنوبية فهيه تقع بمحاذاة الرواق الأوسط، ومستطيلة الشكل، وأقيمت فوق قبرين ولها حنية نصف دائرية.
أما الساحة المكشوفة فقد دمرت ولم يبق منها شيء سواء الأساسات الحجرية في الجدار الغربي (القضاة 2005: 57- 62).

## معرض الصور

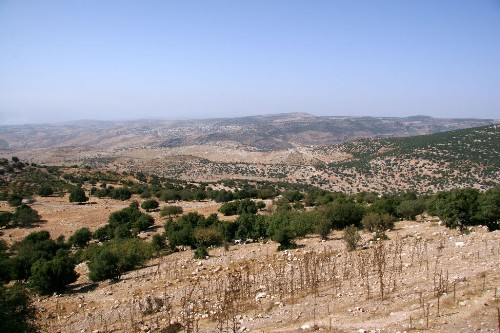
منظر للشمال الغربي من تل مار الياس، أغسطس 2005
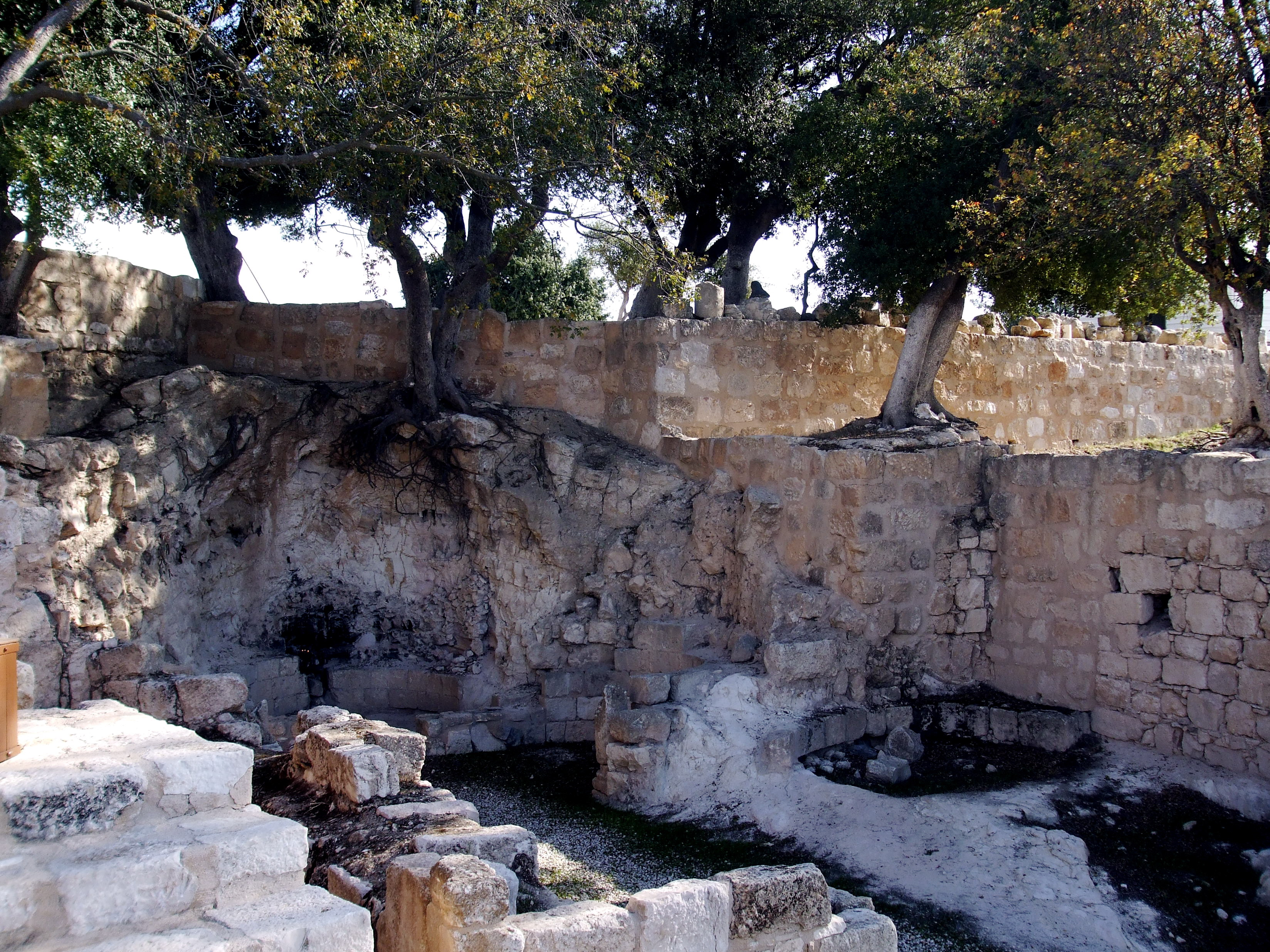
المصلى السفلي تل مار الياس
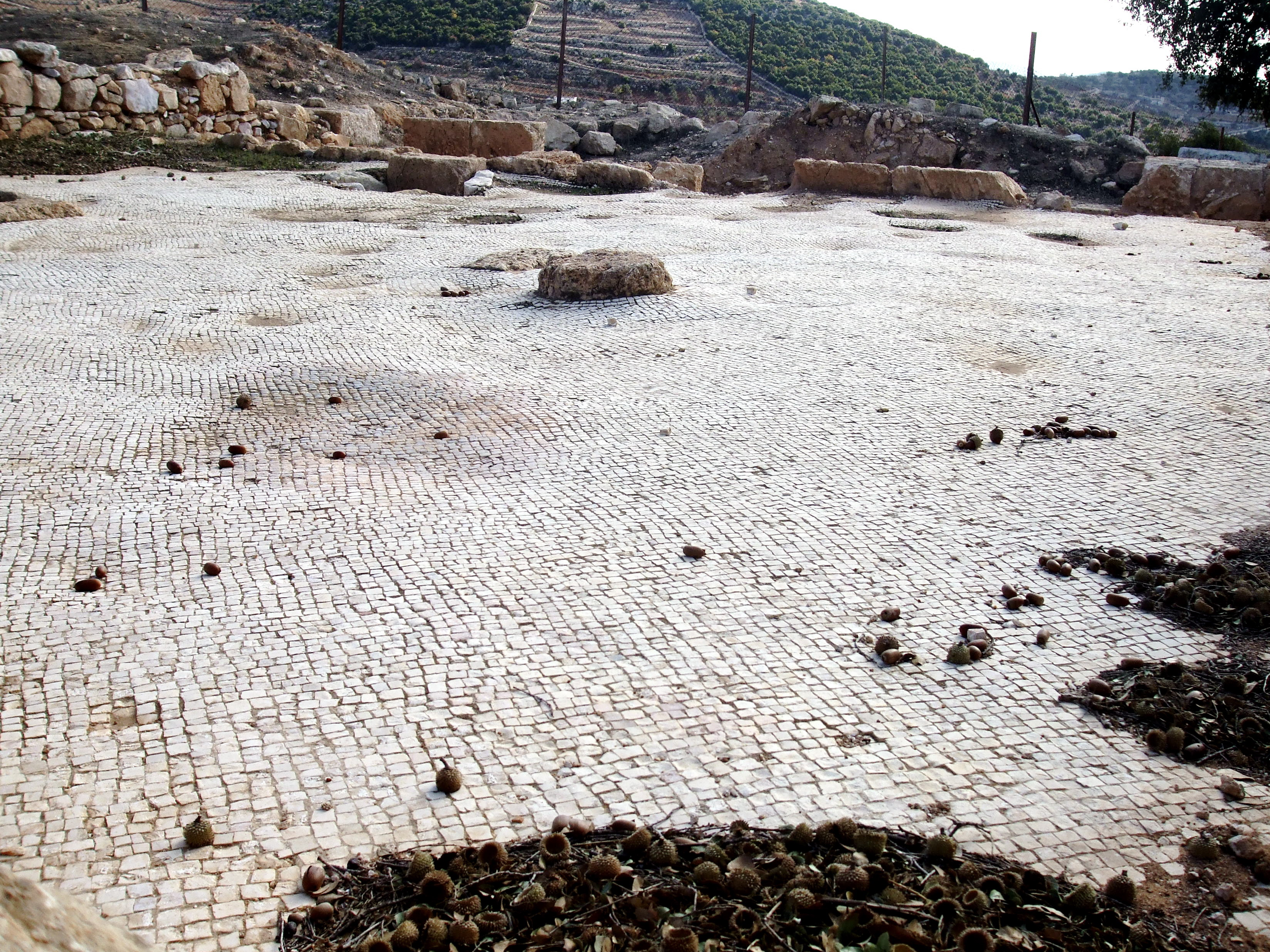
أرضية فسيفساء بسيطة في تل مار الياس
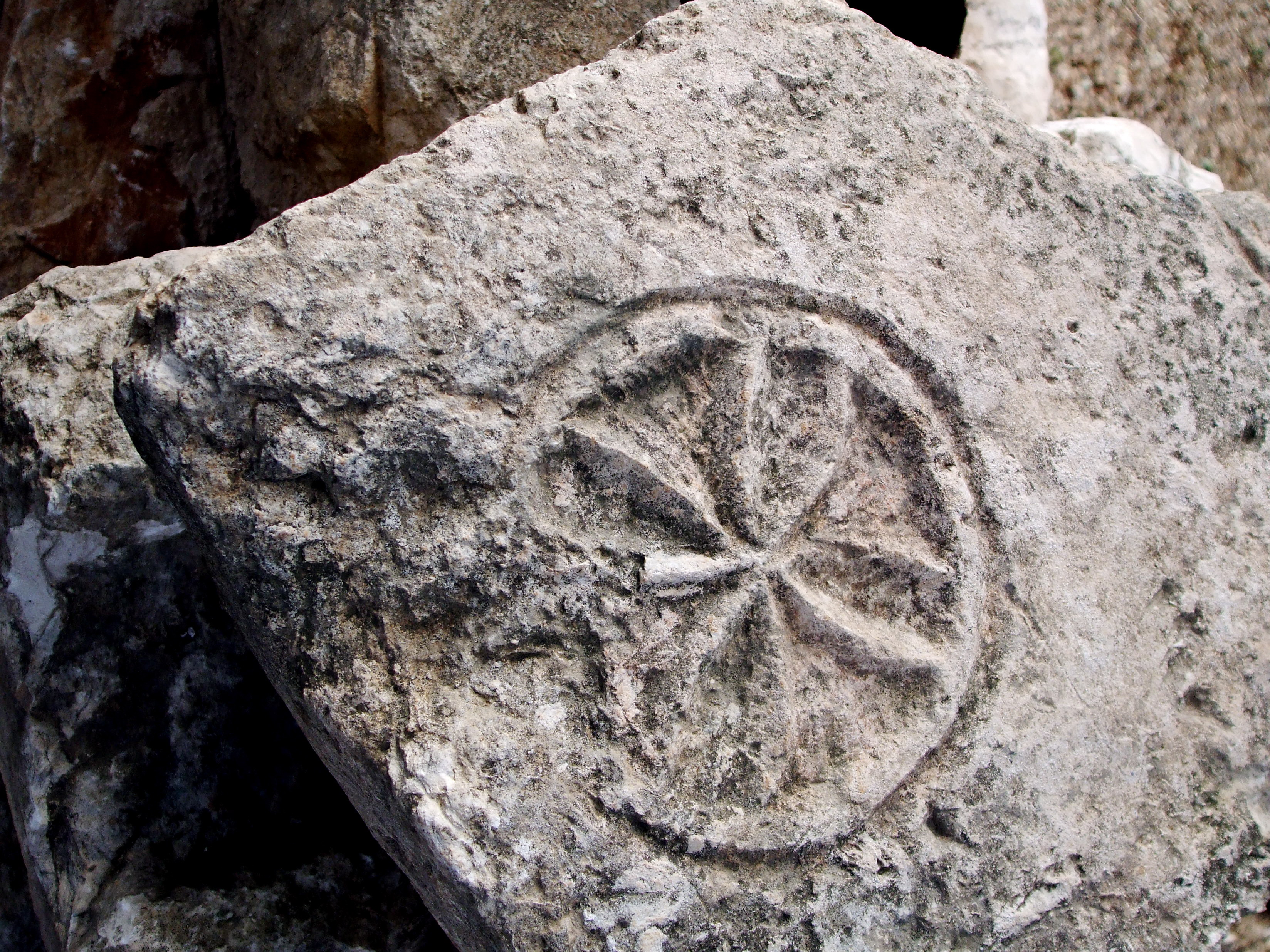
نحت وردة صليبية في تل مار الياس
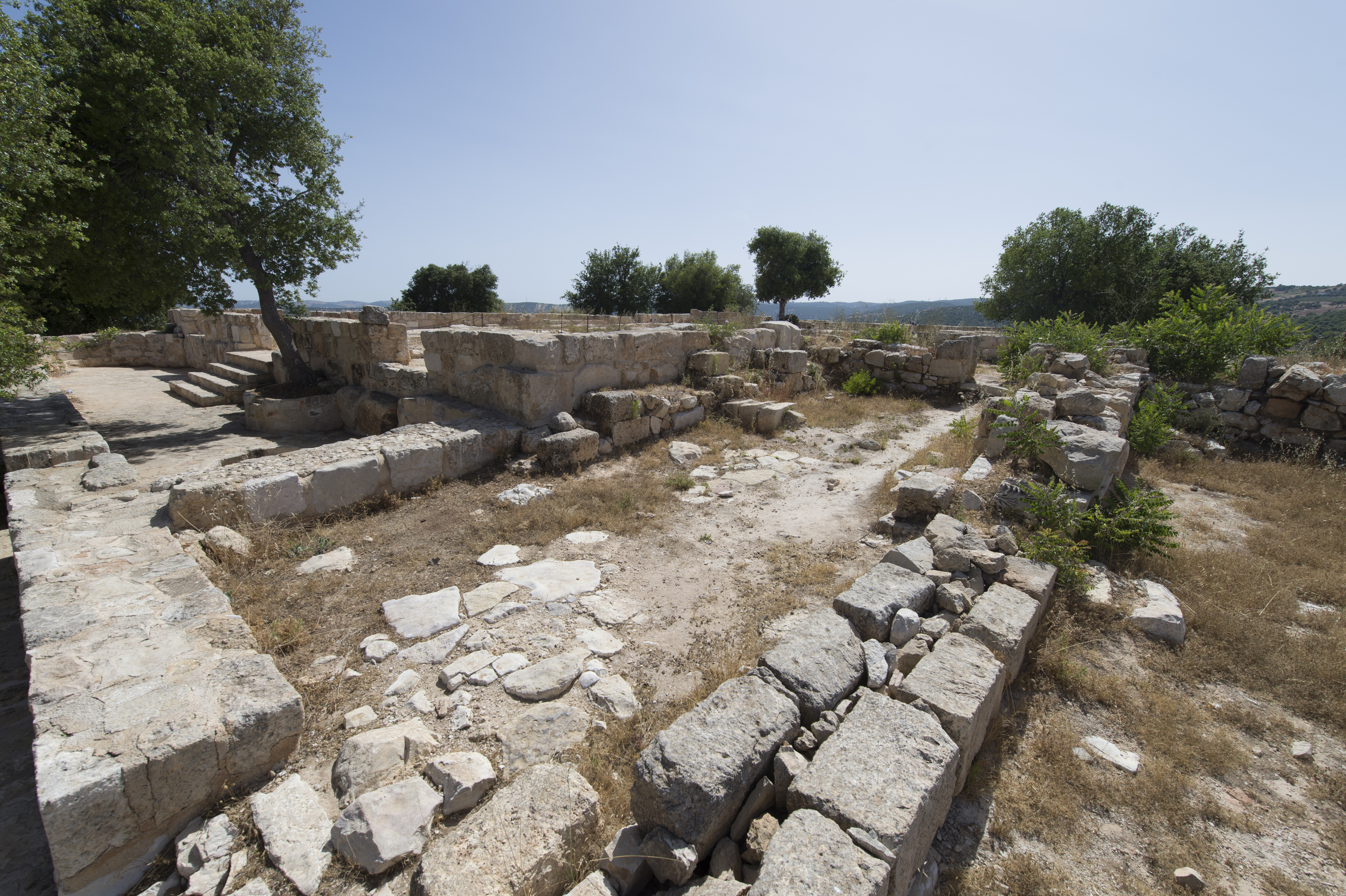
تل مار الياس، منظر عام
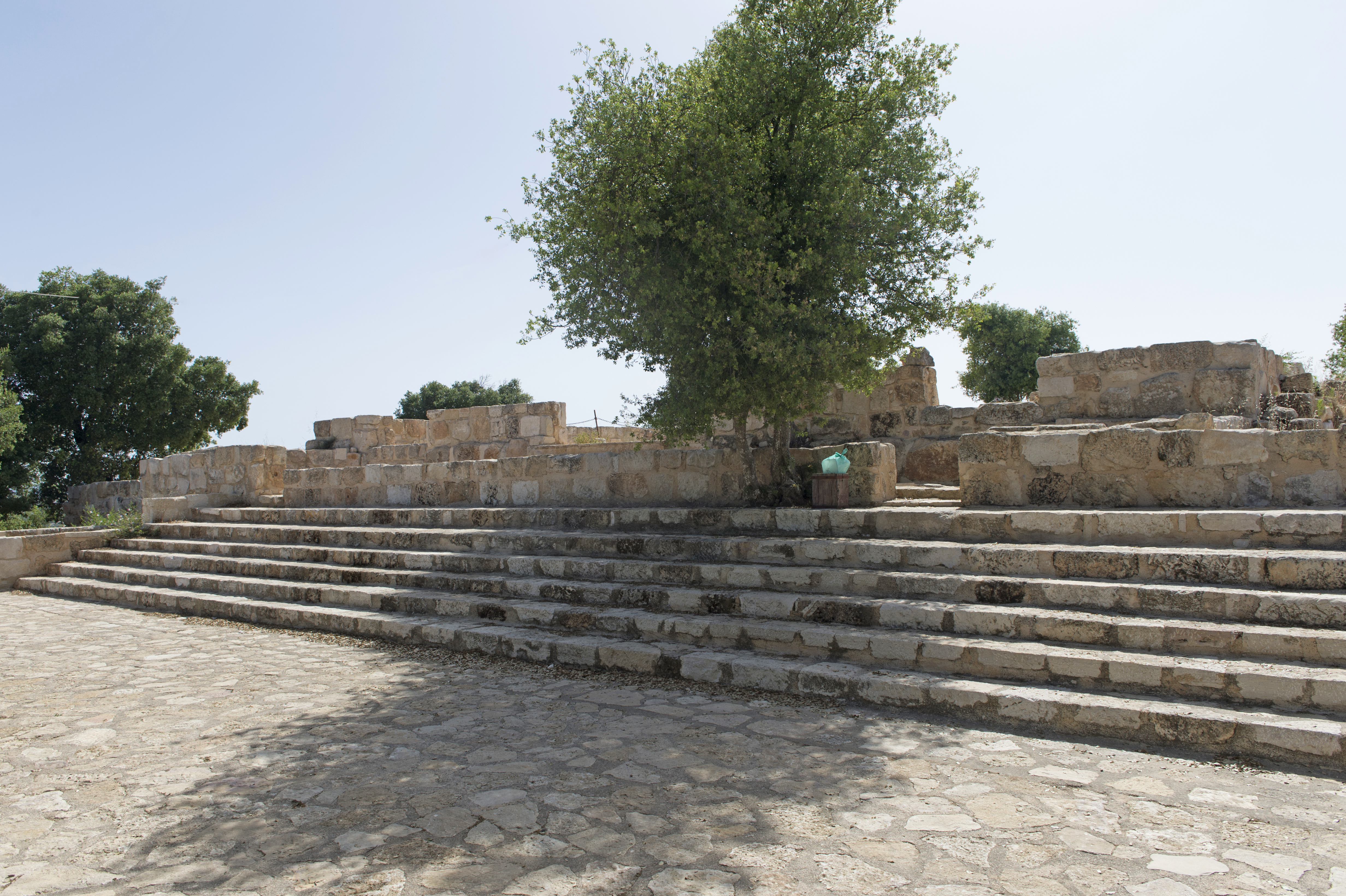
تل مار الياس، درج الكنيسة البيزنطية
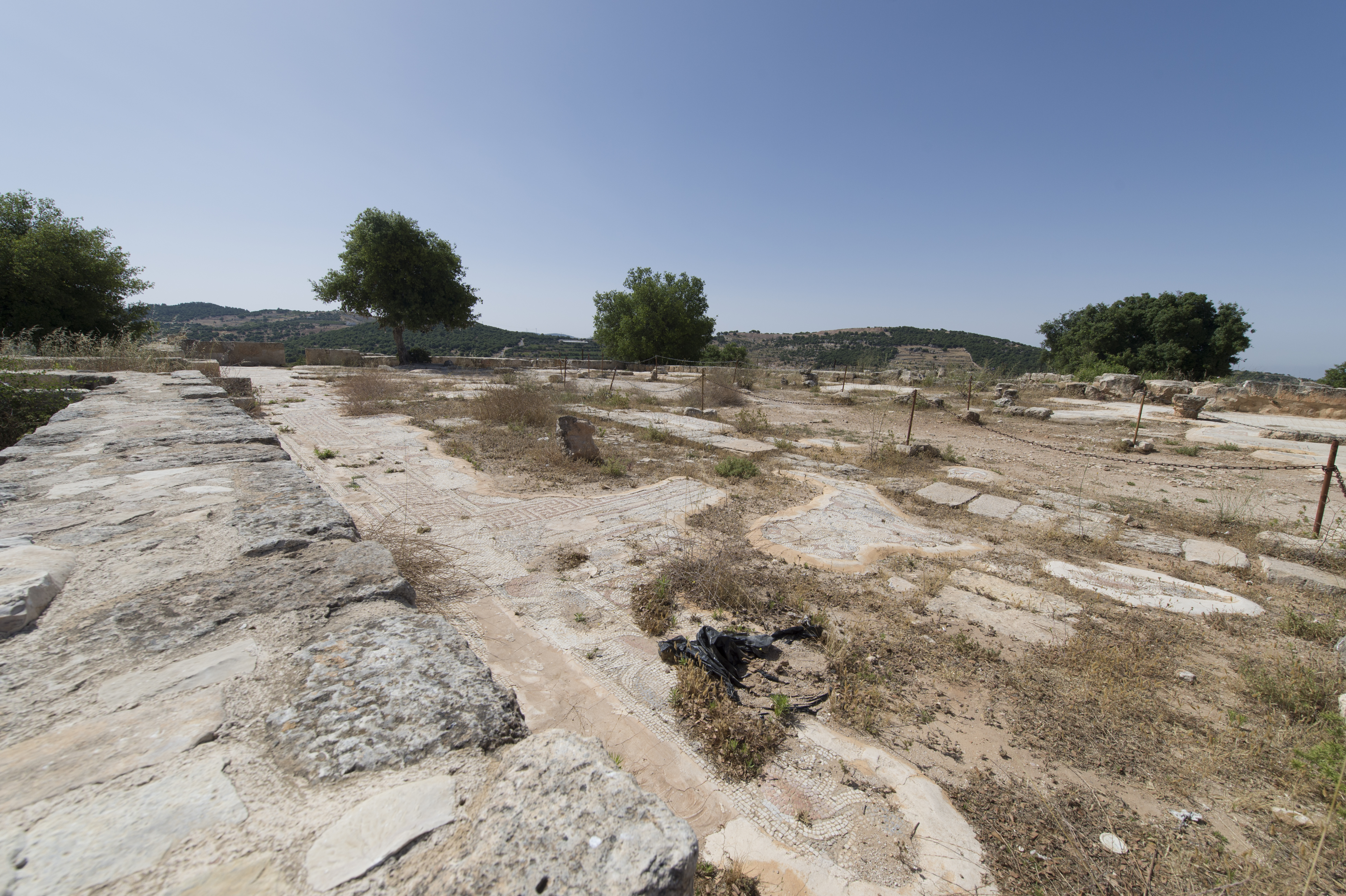
تل مار الياس، الكنيسة البيزنطية
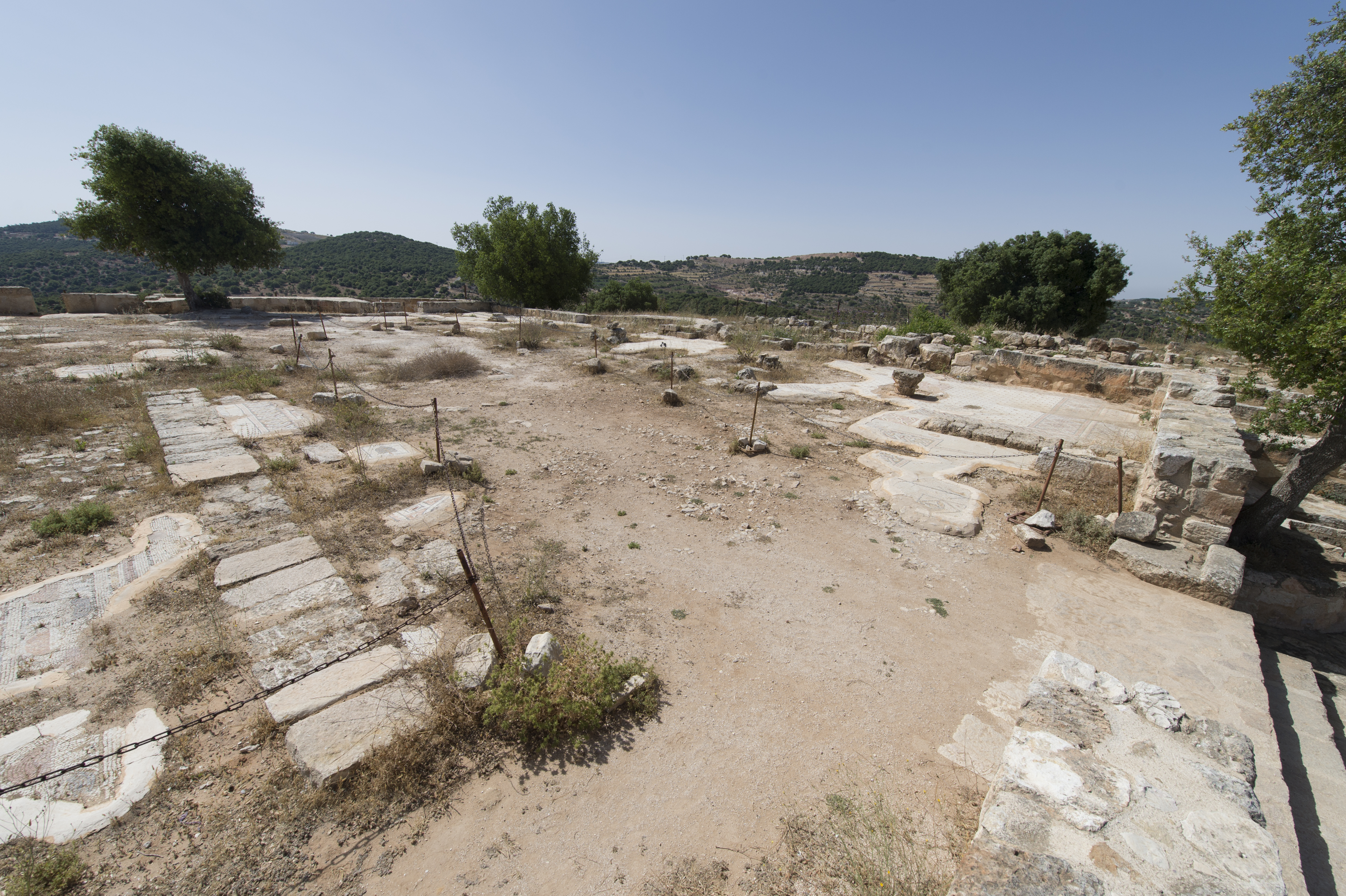
تل مار الياس، الكنيسة البيزنطية
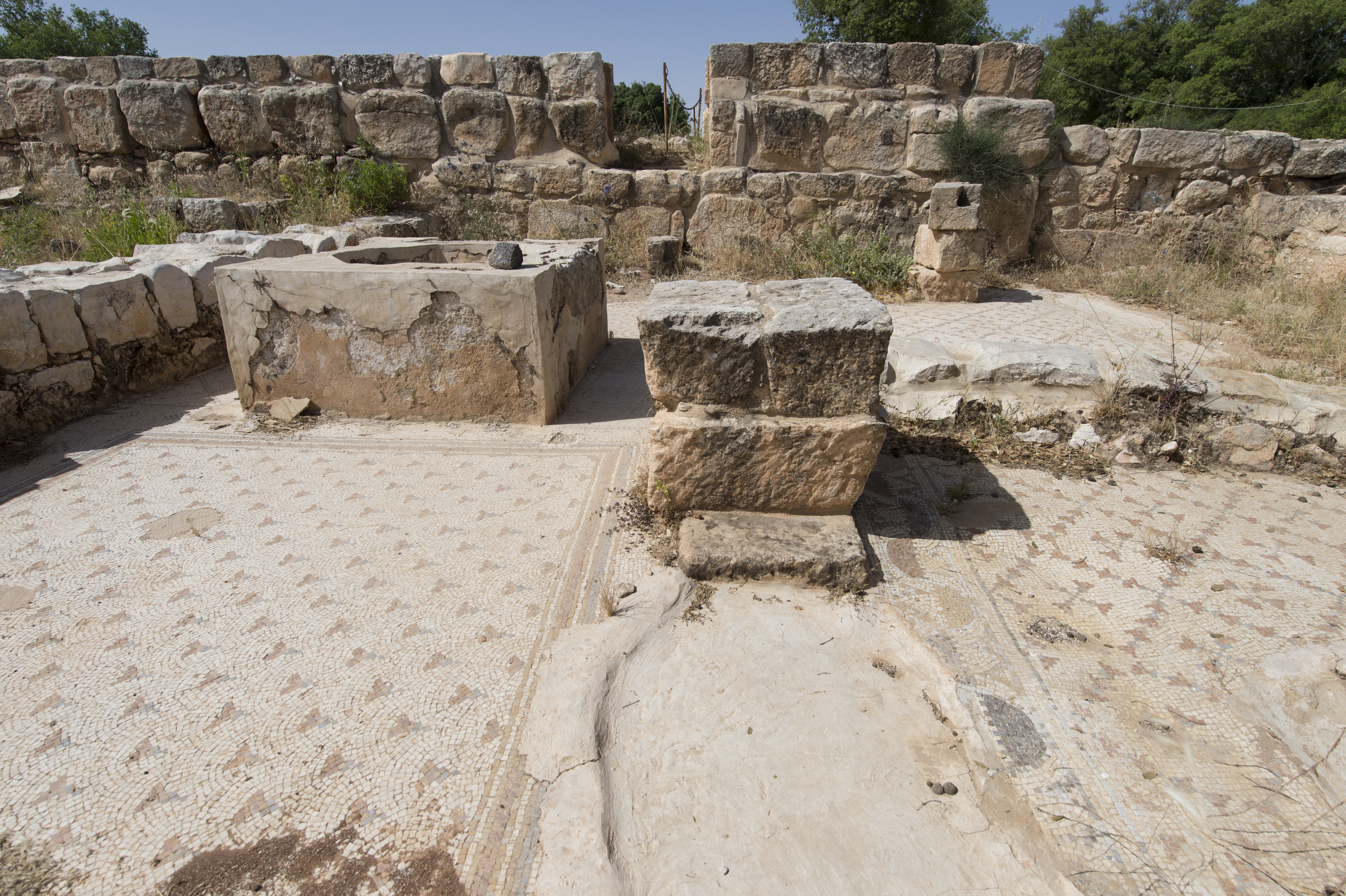
أخبر مار الياس، جرن المعمودية
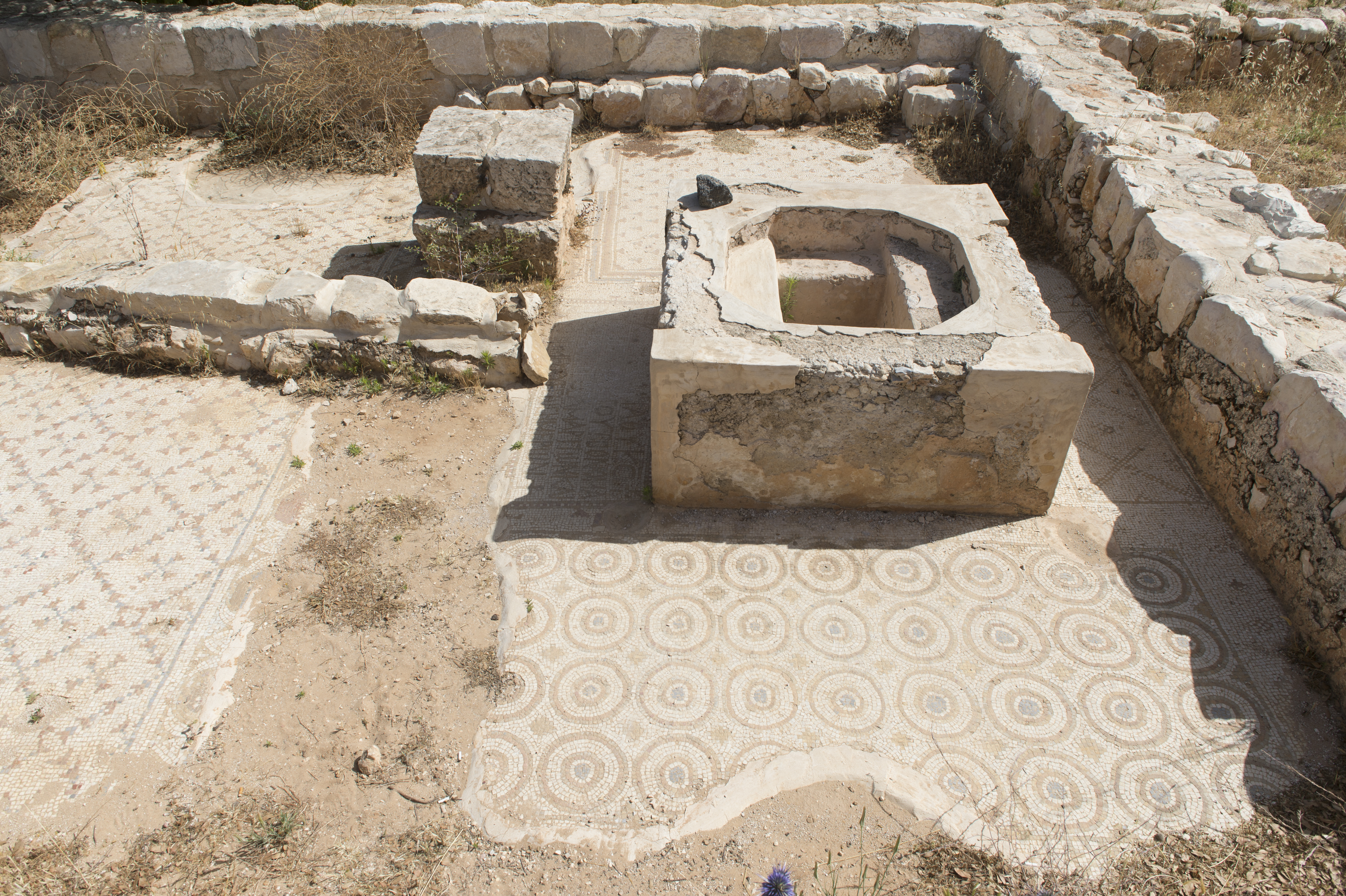
أخبر مار الياس، جرن المعمودية
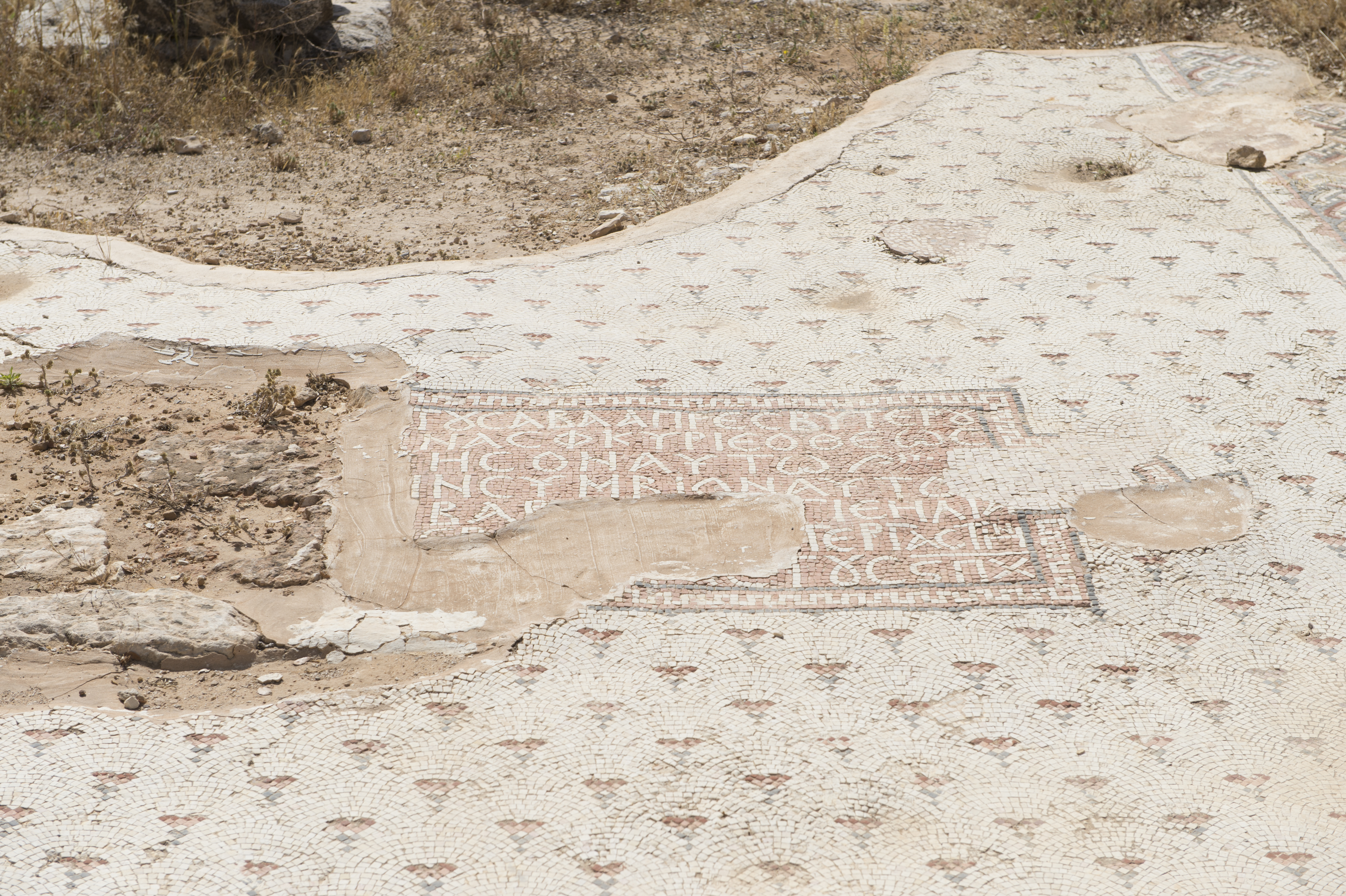
تل مار الياس، فسيفساء عليها نقش يوناني يذكر اسم إيليا (السطر الخامس، على اليمين))
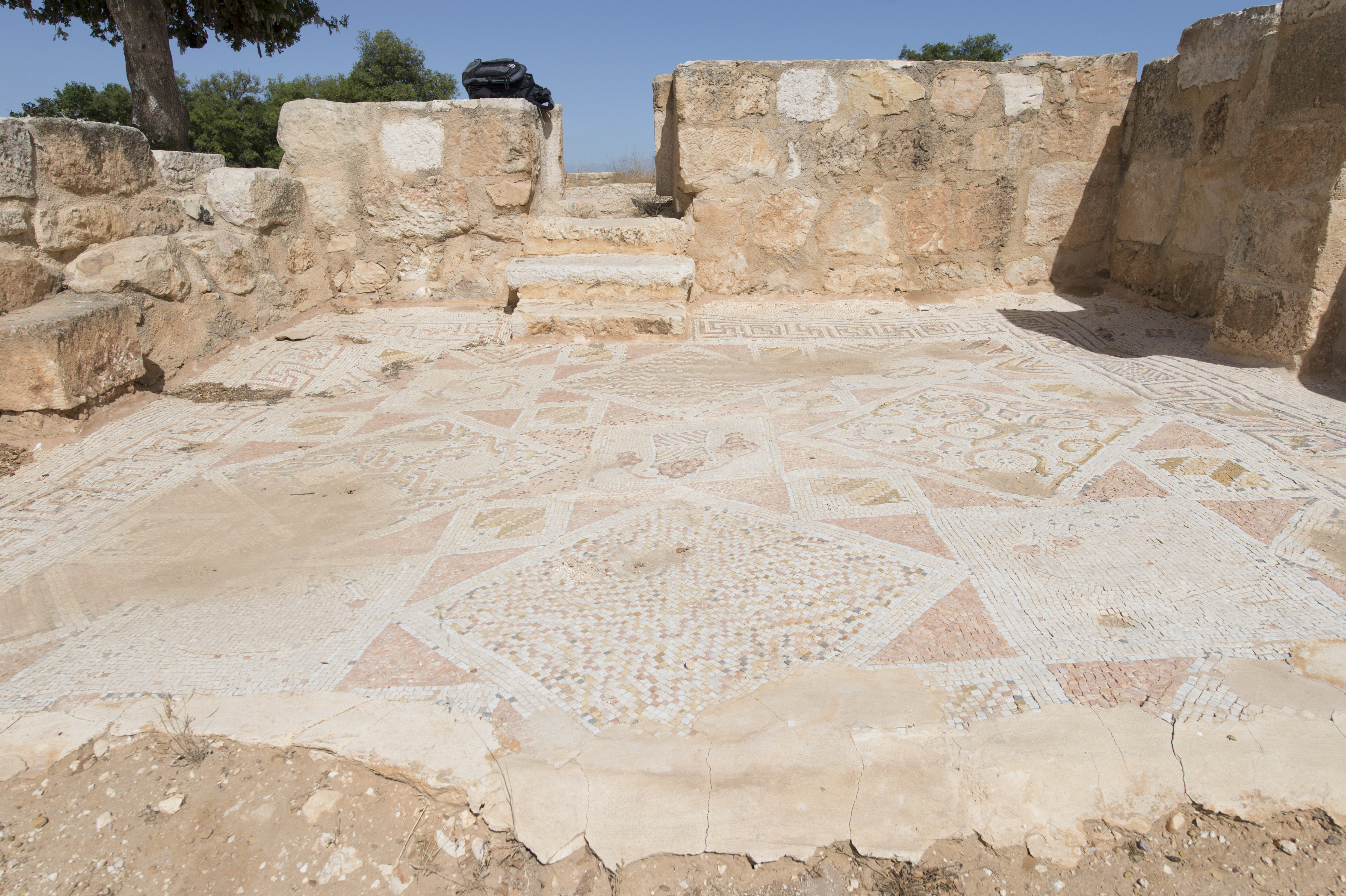
تل مار الياس ارضية وباب فسيفساء
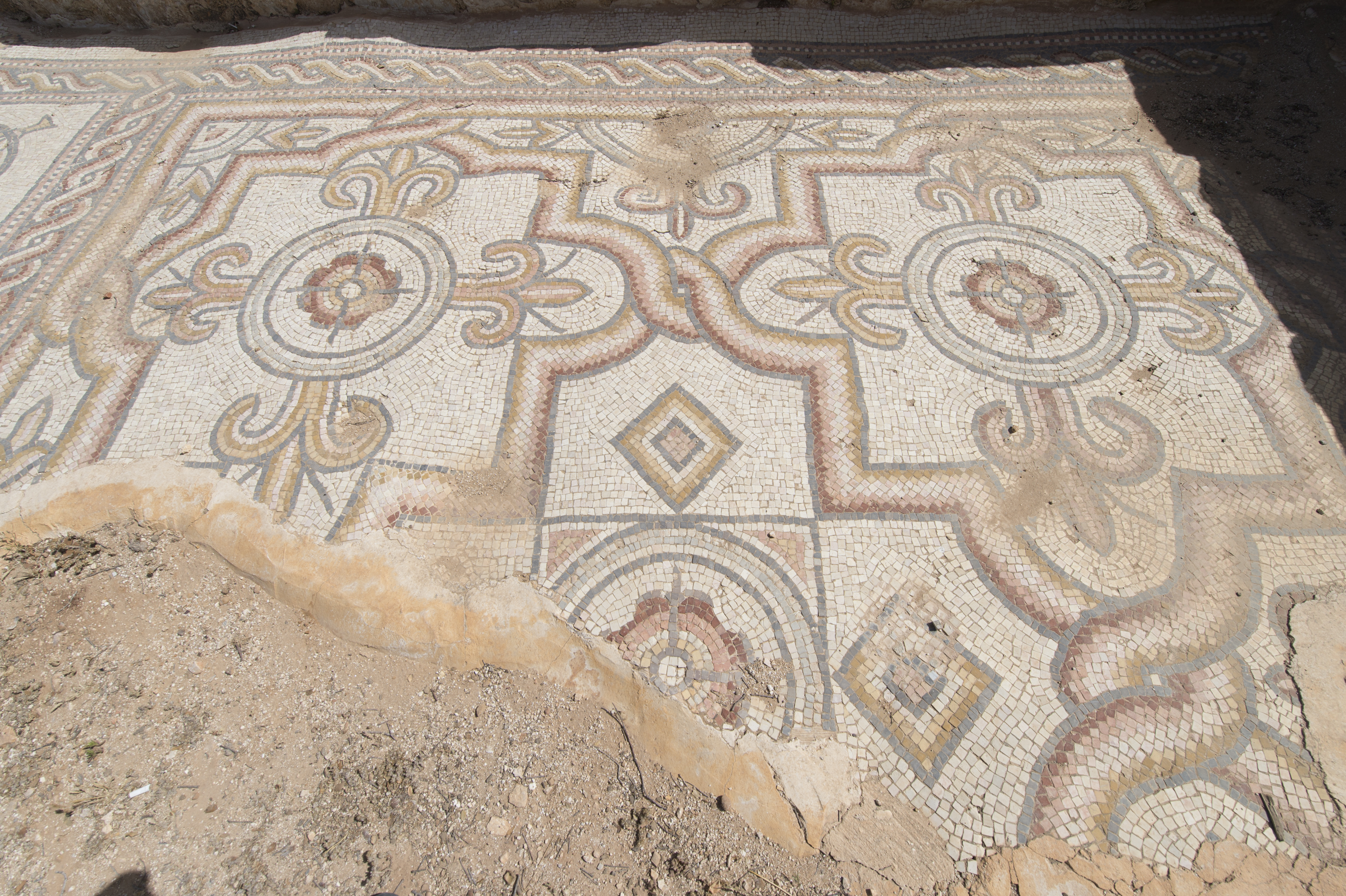
تل مار الياس، لوحة فسيفساء ذات زخارف نباتية
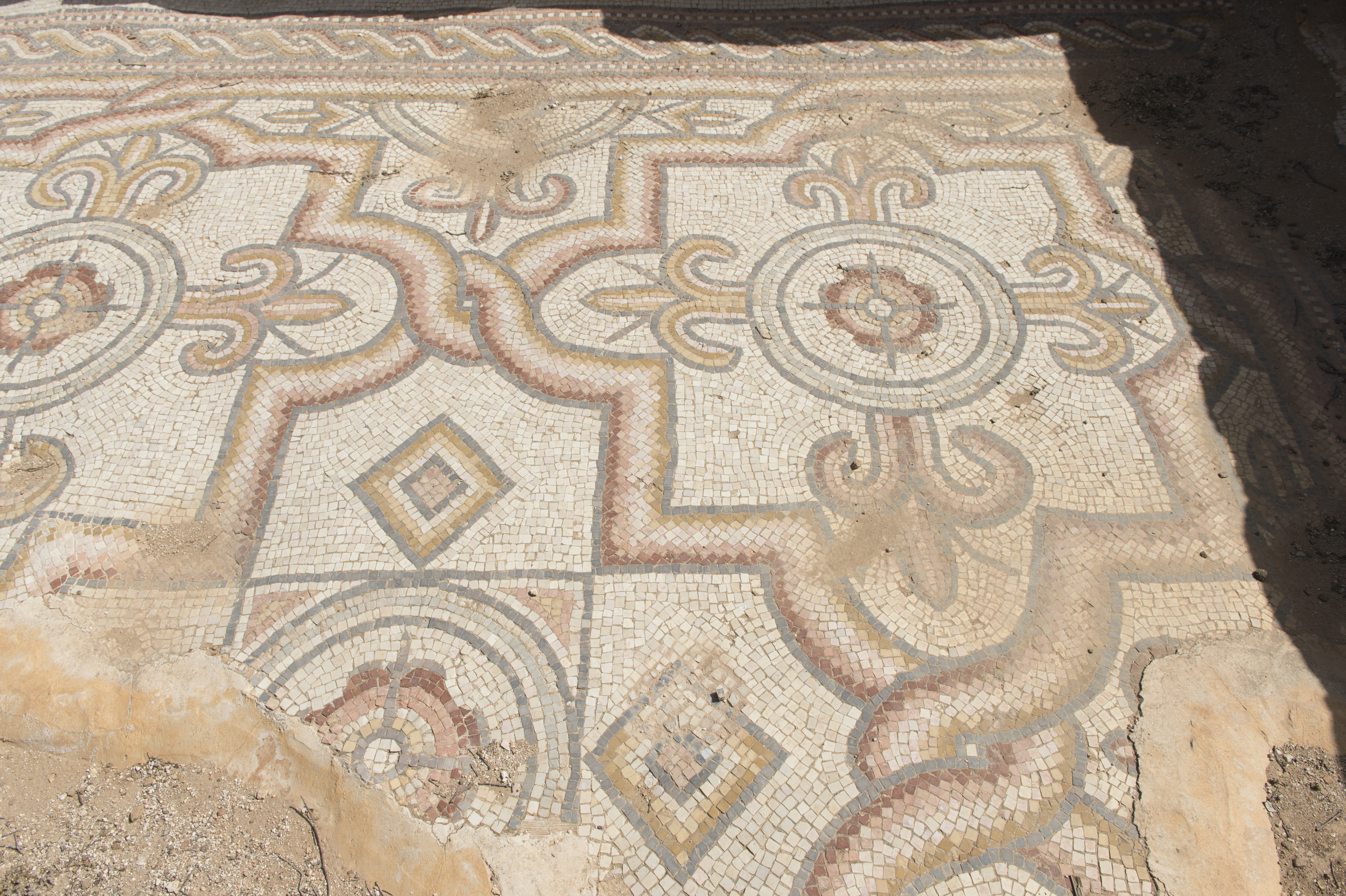
تل مار الياس، لوحة فسيفساء ذات زخارف نباتية
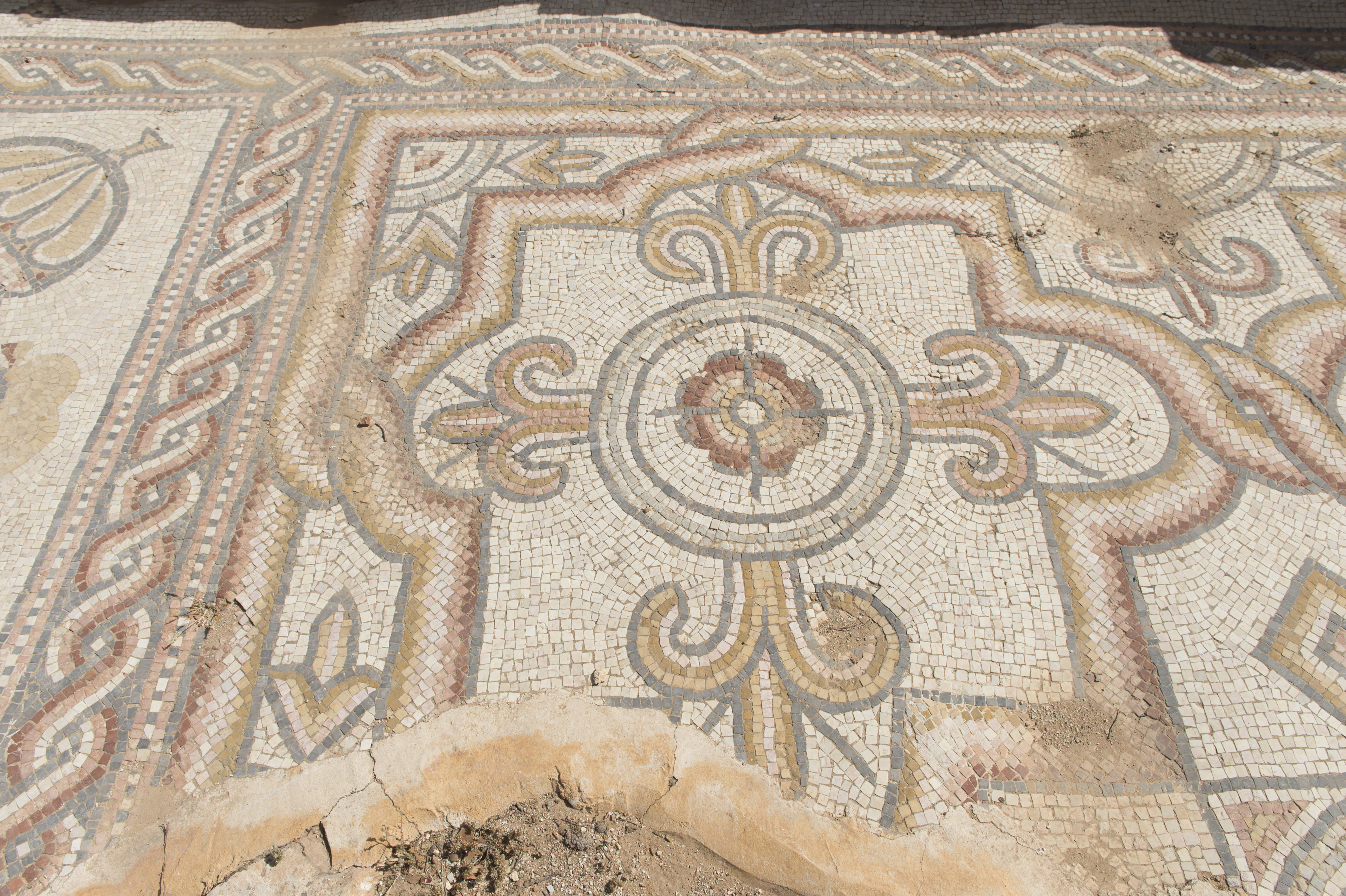
تل مار الياس، لوحة فسيفساء ذات زخارف نباتية
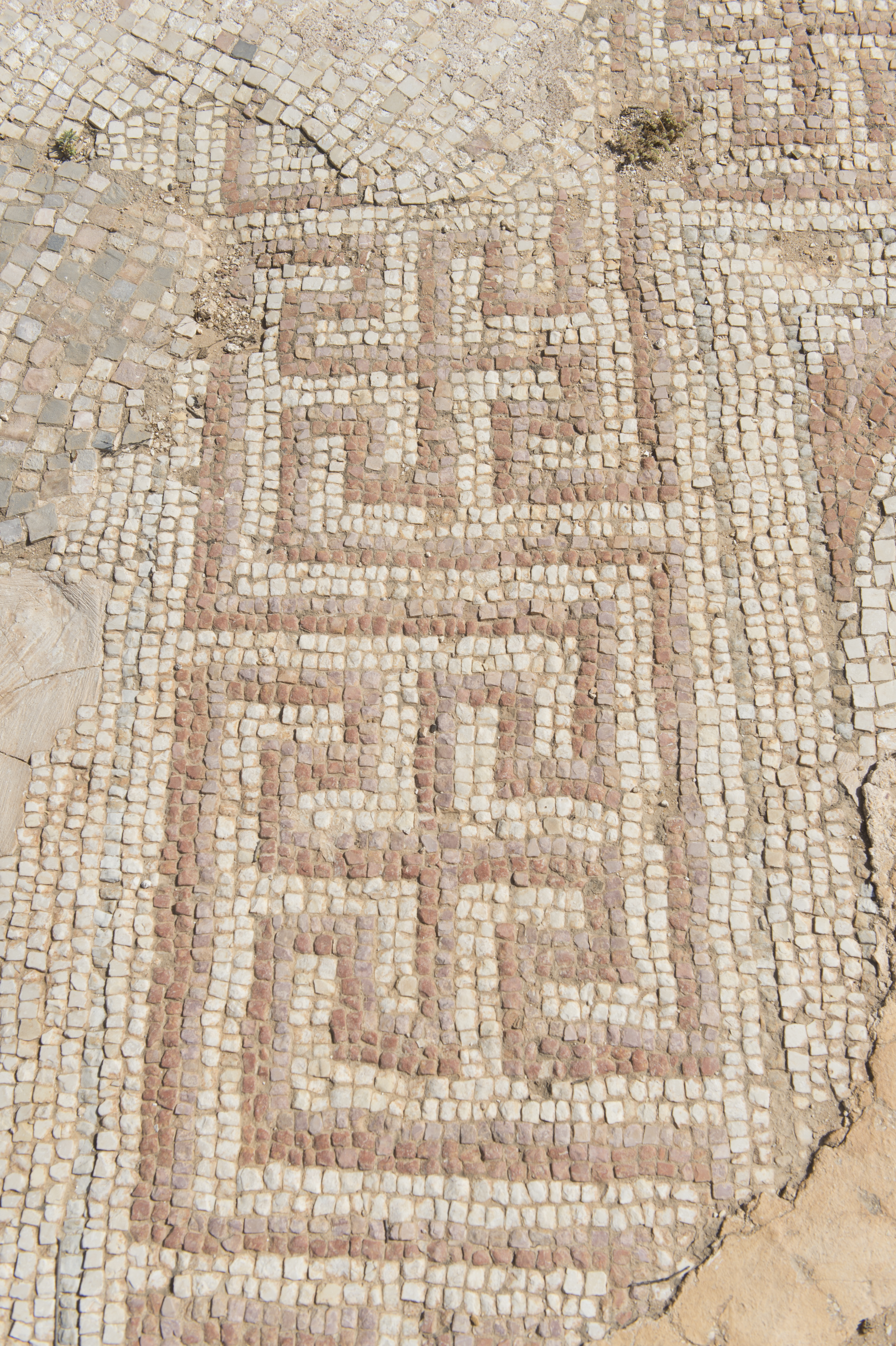
أخبر مار الياس، فسيفساء مع الصليب المعقوف
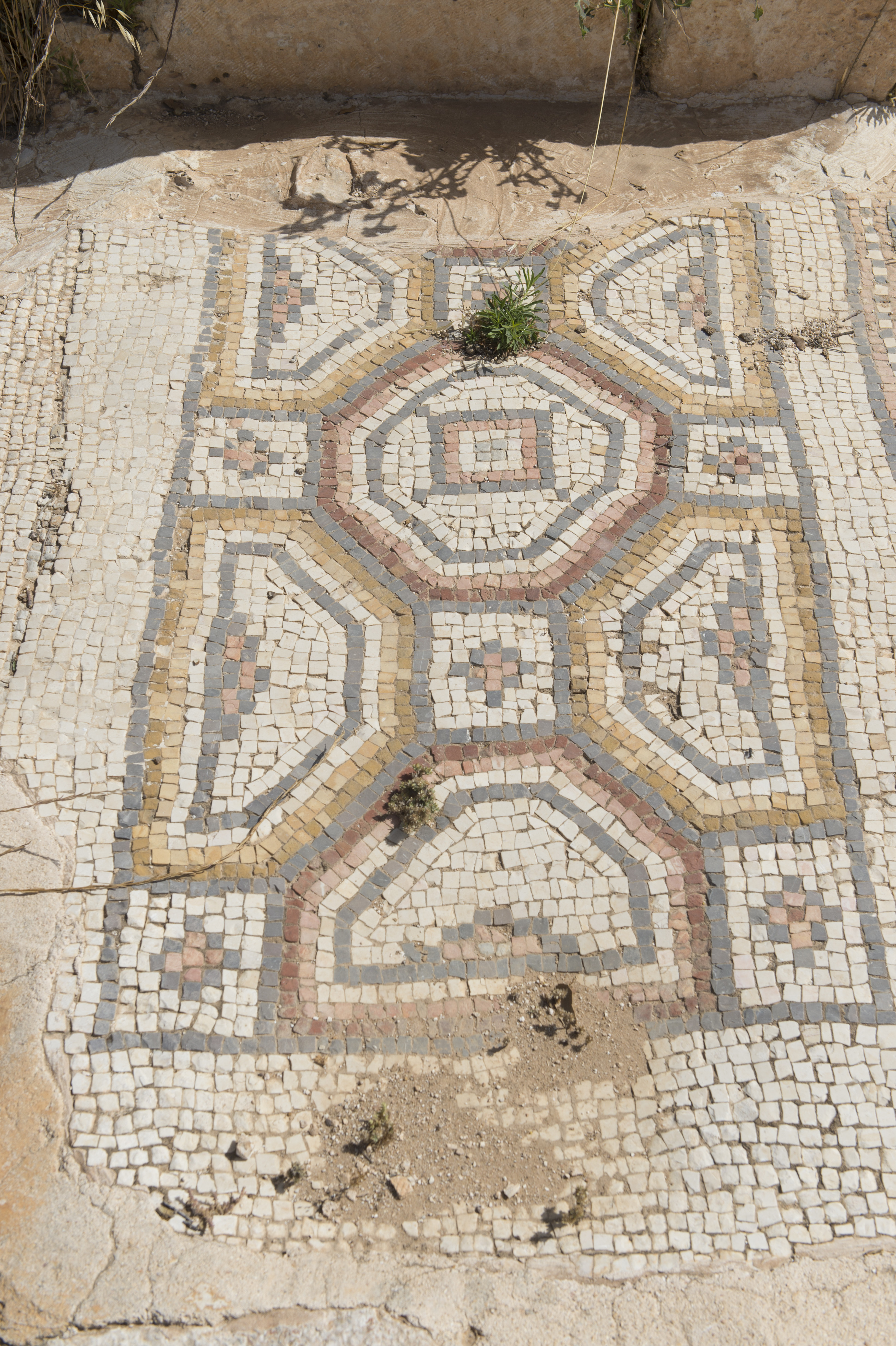
تل مار الياس، أرضية الفسيفساء (تفصيل)
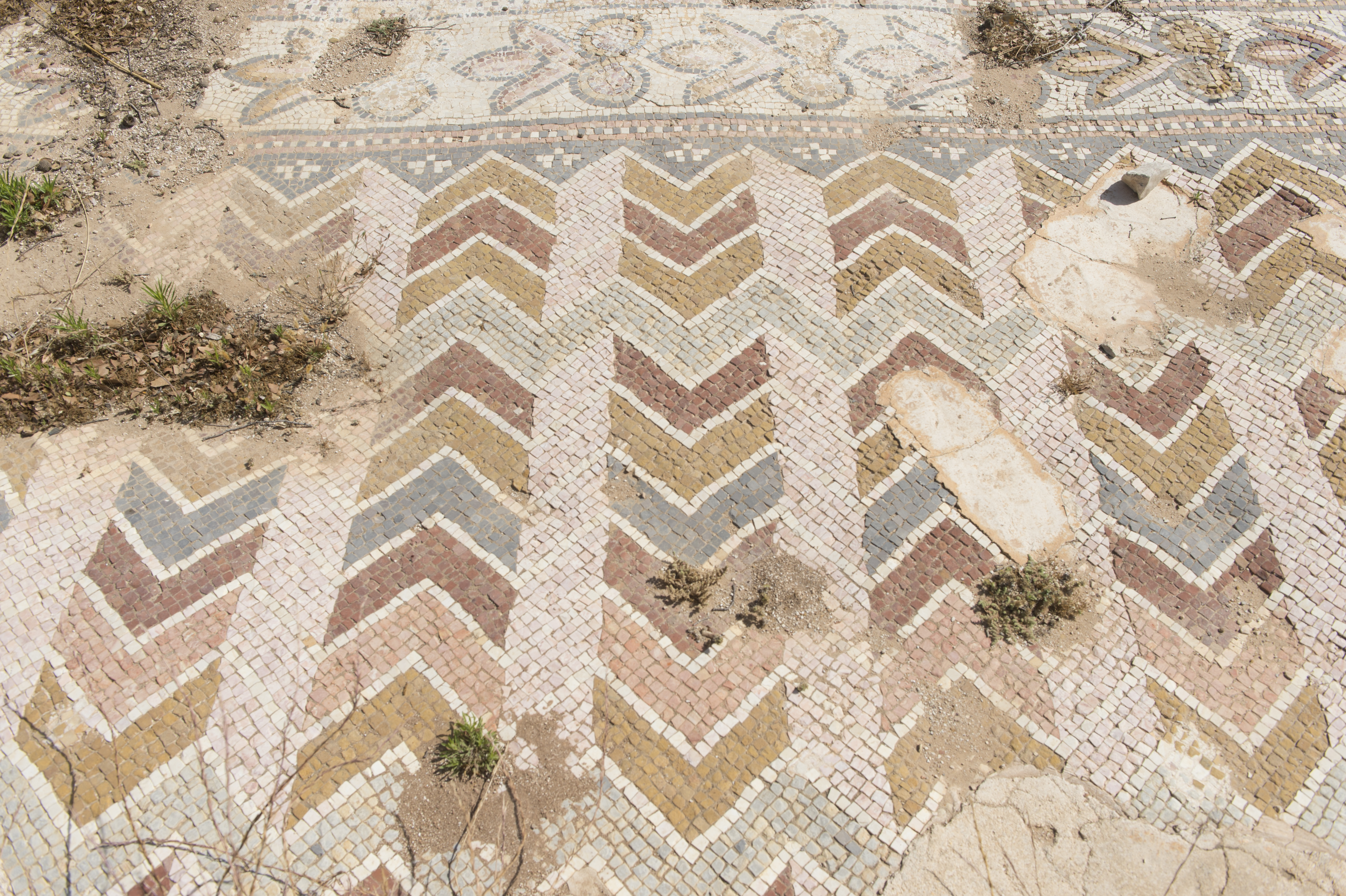
تل مار الياس، فسيفساء مع شيفرون ونمط الأزهار
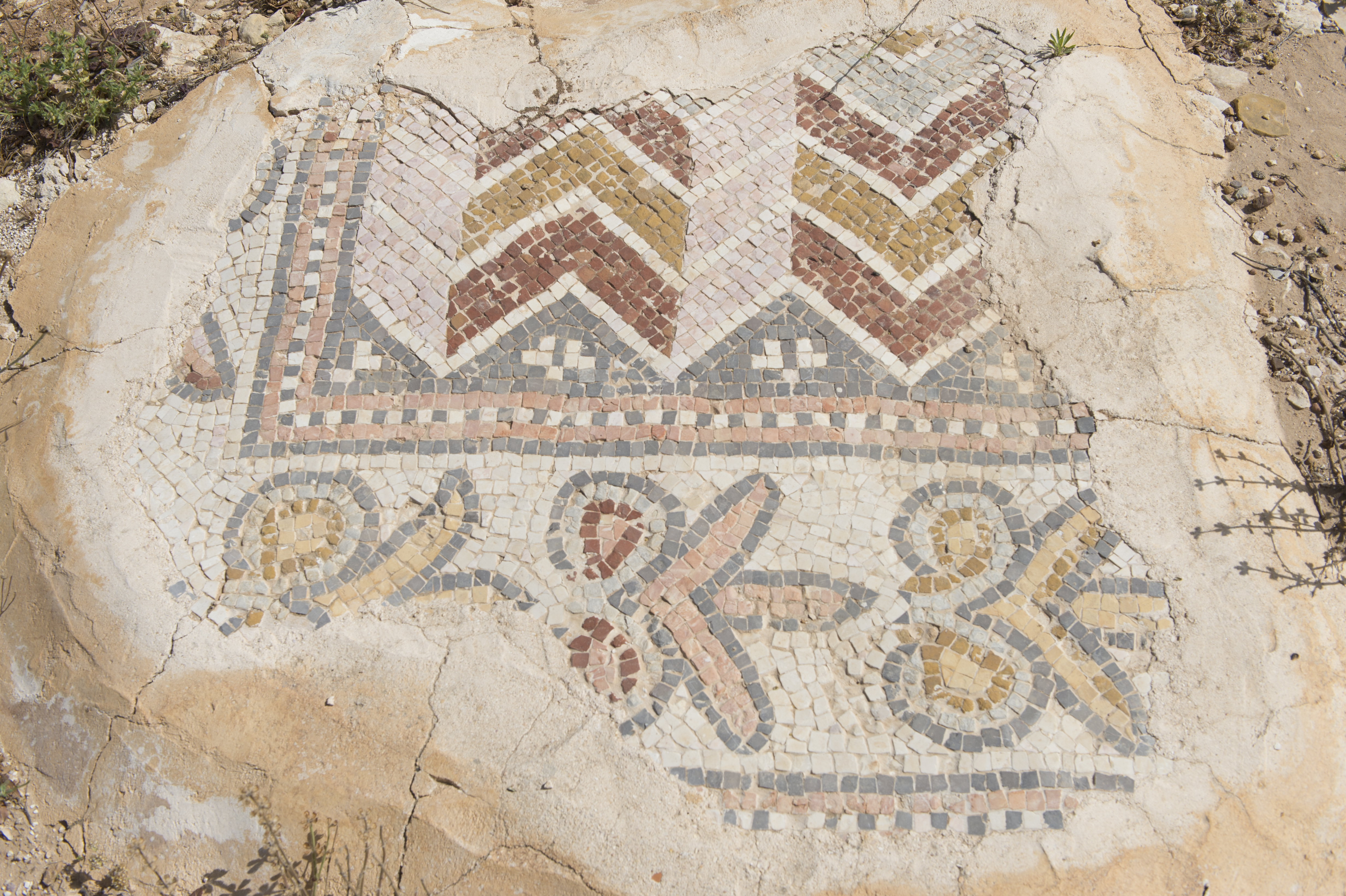
تل مار الياس، فسيفساء مع شيفرون ونمط الأزهار
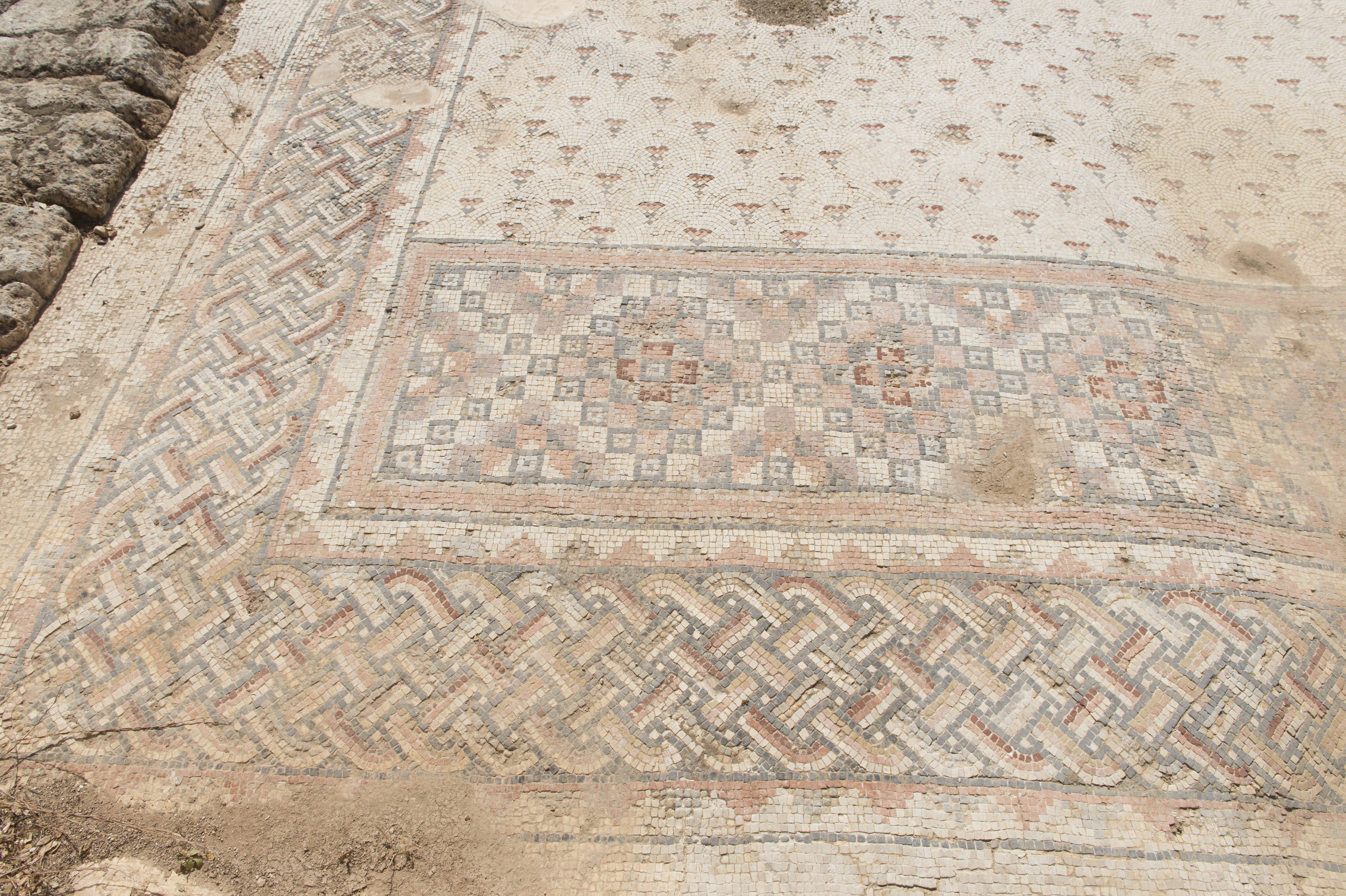
تل مار الياس ارضية فسيفساء (زاوية)
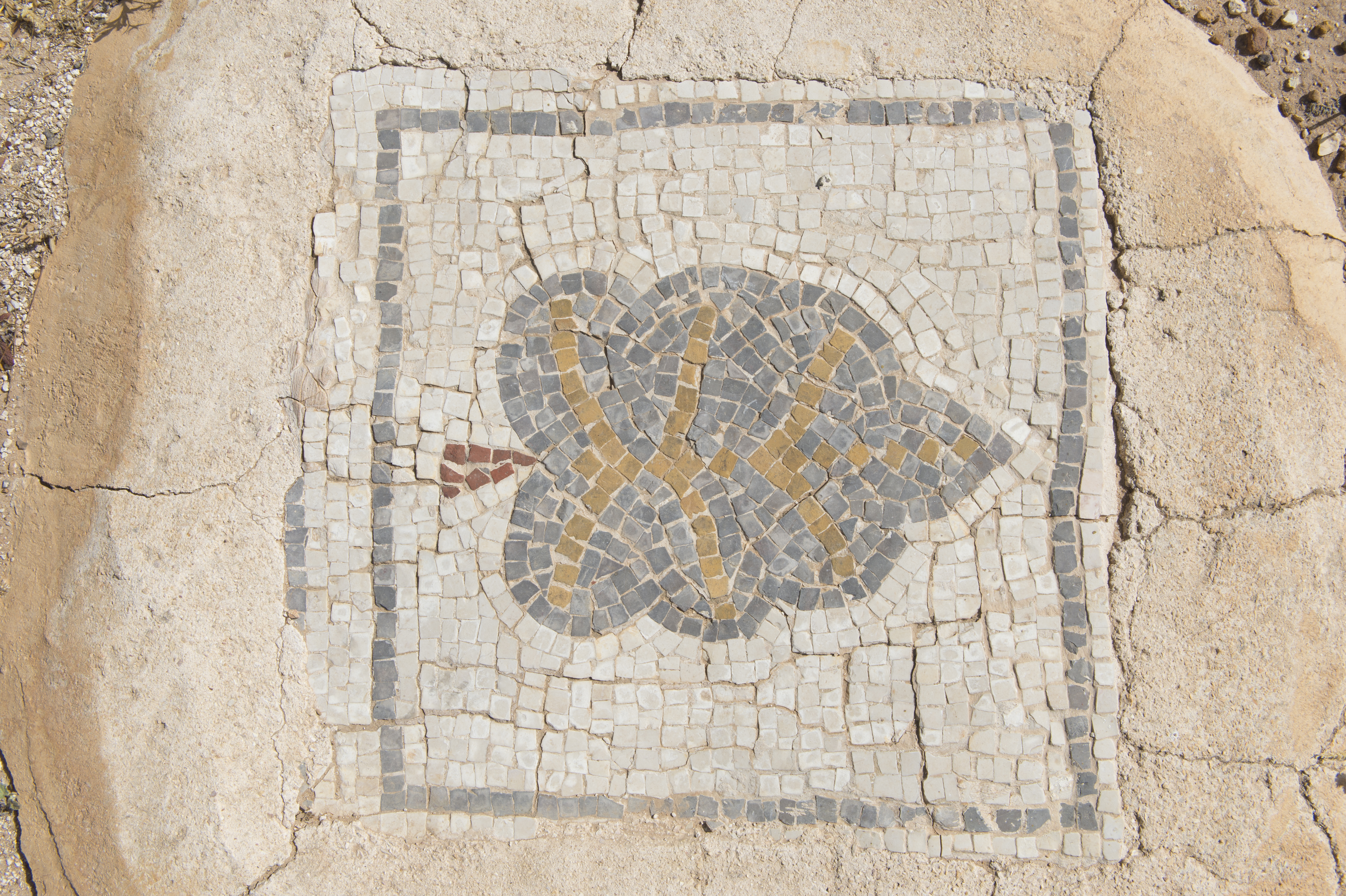
تل مار الياس، أرضية فسيفساء ذات زخارف نباتية
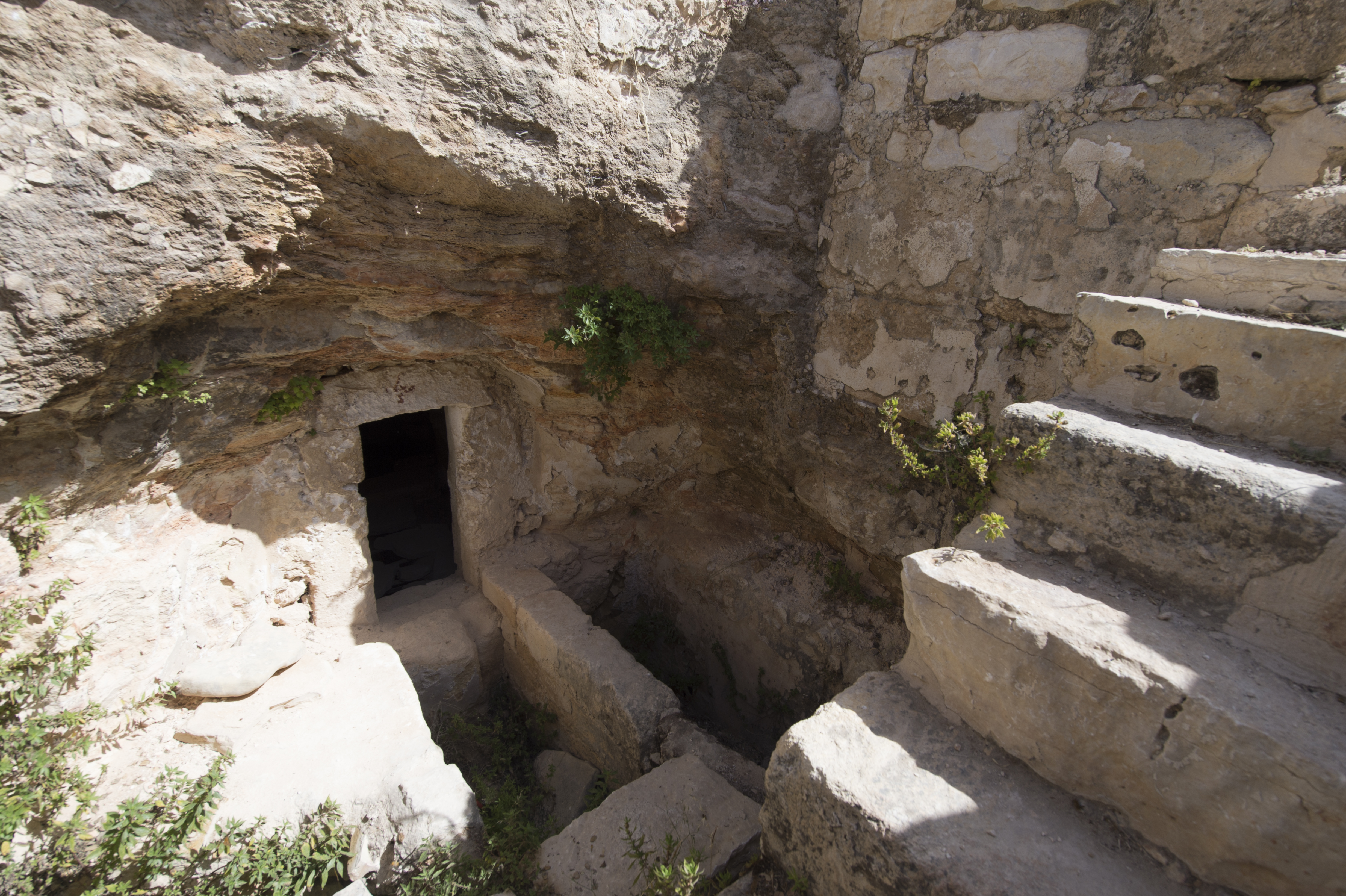
تل مار الياس مدخل موقع الدفن
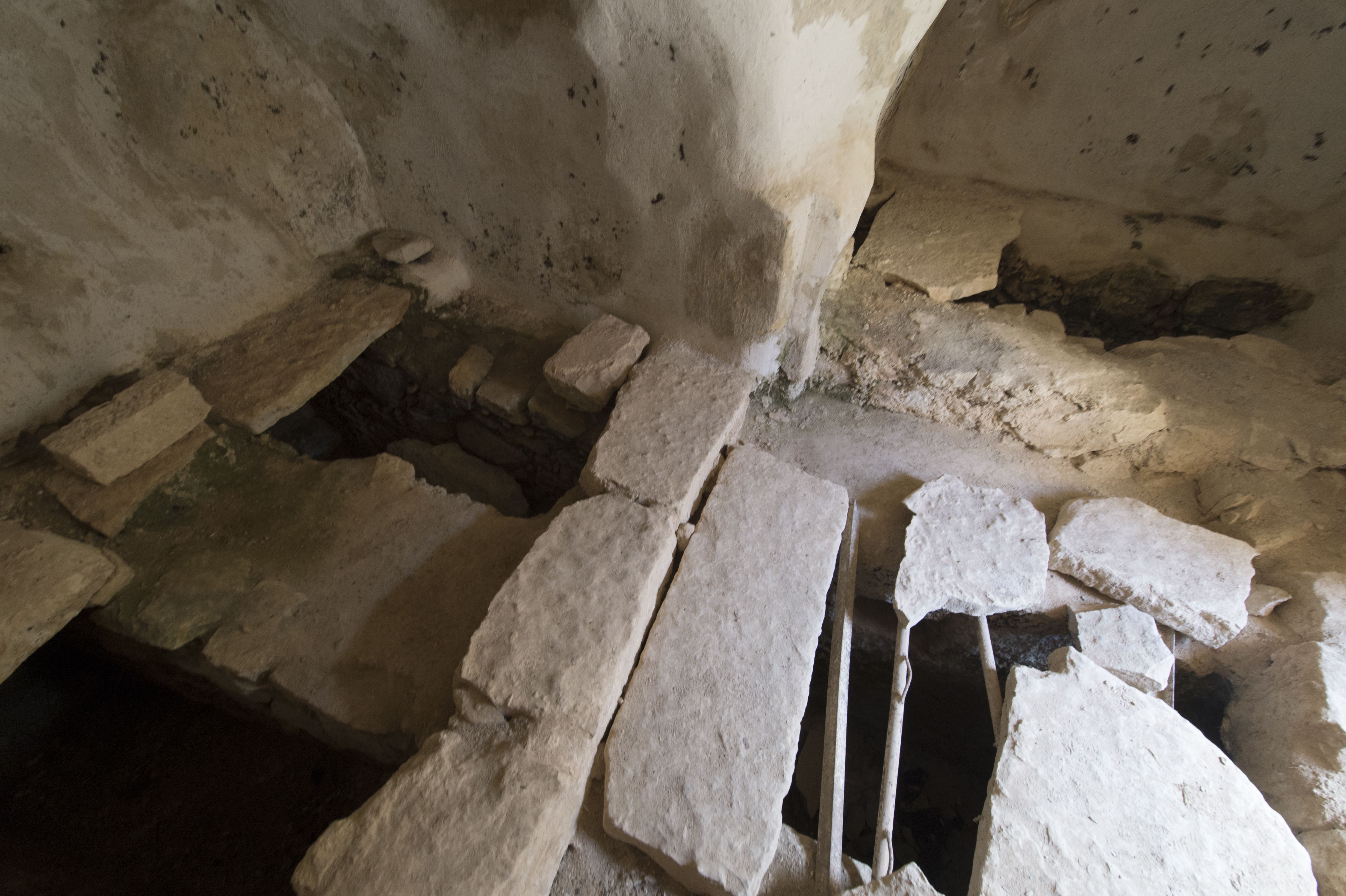
تل مار الياس موقع الدفن

### روابط خارجية
- صور شرائح أرشيفية/رقمية مقاس 35 مم للموقع (عبر المركز الأمريكي للأبحاث
- مزيد من الصور للكنيسة المدمرة، بما في ذلك الفسيفساء
- صور تل مار الياس في أرشيف صور منار الأثر